# Bellmont, New York
Bellmont är en kommun i Franklin County i delstaten New York i USA.